# Gripau d'esperons
El gripau d'esperons (Pelobates cultripes) és una espècie d'amfibi anur de la família dels pelobàtids, amb un fort esperó a les potes posteriors. És present a Catalunya.

## Morfologia
És un amfibi d'aspecte rabassut, morro arrodonit, pell llisa i ulls grossos, amb pupil·la vertical. El timpà no és visible, i els mascles no presenten sacs vocals.
La coloració del dors és força variable, però sovintegen els exemplars amb el dors cremós, brunenc o verdós, amb clapes brunenques o de color verd fosc. El ventre és gris, groguenc o blanquinós amb taques, clapes o puntets bruns o verds.
Les femelles poden mesurar fins a 10 cm, mentre que els mascles no ultrapassen pas els 7,5 cm. Per altra banda, aquests darrers no presenten rugositats nupcials, bé que durant el zel mostren grànuls a la part inferior de l'avantbraç i a les mans. També tenen una gran glàndula el·líptica a la cara superior del braç.
Tanmateix el tret morfològic més característic d'aquest gripau és la presència d'esperons metatarsians de grans proporcions i de color negre a les extremitats posteriors, la qual cosa els permet d'excavar el sòl i obrir-hi galeries.

## Ecologia
Tot i que hom el pot trobar en altres indrets, prefereix els terrenys sorrencs prop o força lluny de l'aigua, on només acudeix durant l'època de reproducció.
Llevat de la zona septentrional muntanyenca, es distribueix de manera discontínua per tota Catalunya, preferentment en aquells indrets on el sòl és sorrenc o bé en terres poc consistents o esponjoses.
Els seus hàbits són crepusculars i nocturns i, llevat de l'època reproductora, és bàsicament terrestre. No és rar que, després d'una època de pluges sovintejades, hom pugui veure gran nombre de gripaus d'esperons bo i junts, formant masses que encatifen el sòl.
Es nodreix de petits artròpodes, entre els quals destaquen els coleòpters i els hemípters.
El zel comença en arribar el febrer o el març, i la còpula, que normalment es realitza a l'aigua, és lumbar i pot durar uns cinc dies.
La femella fixa els ous, que són embolcallats dins un gros cordó gelatinós, a les plantes aquàtiques. Quan neixen, els capgrossos poden mesurar fins a 13 cm, esdevenint les larves d'anur que assoleixen més grans proporcions de l'herpetofauna ibèrica.